# Рощинское городское поселение

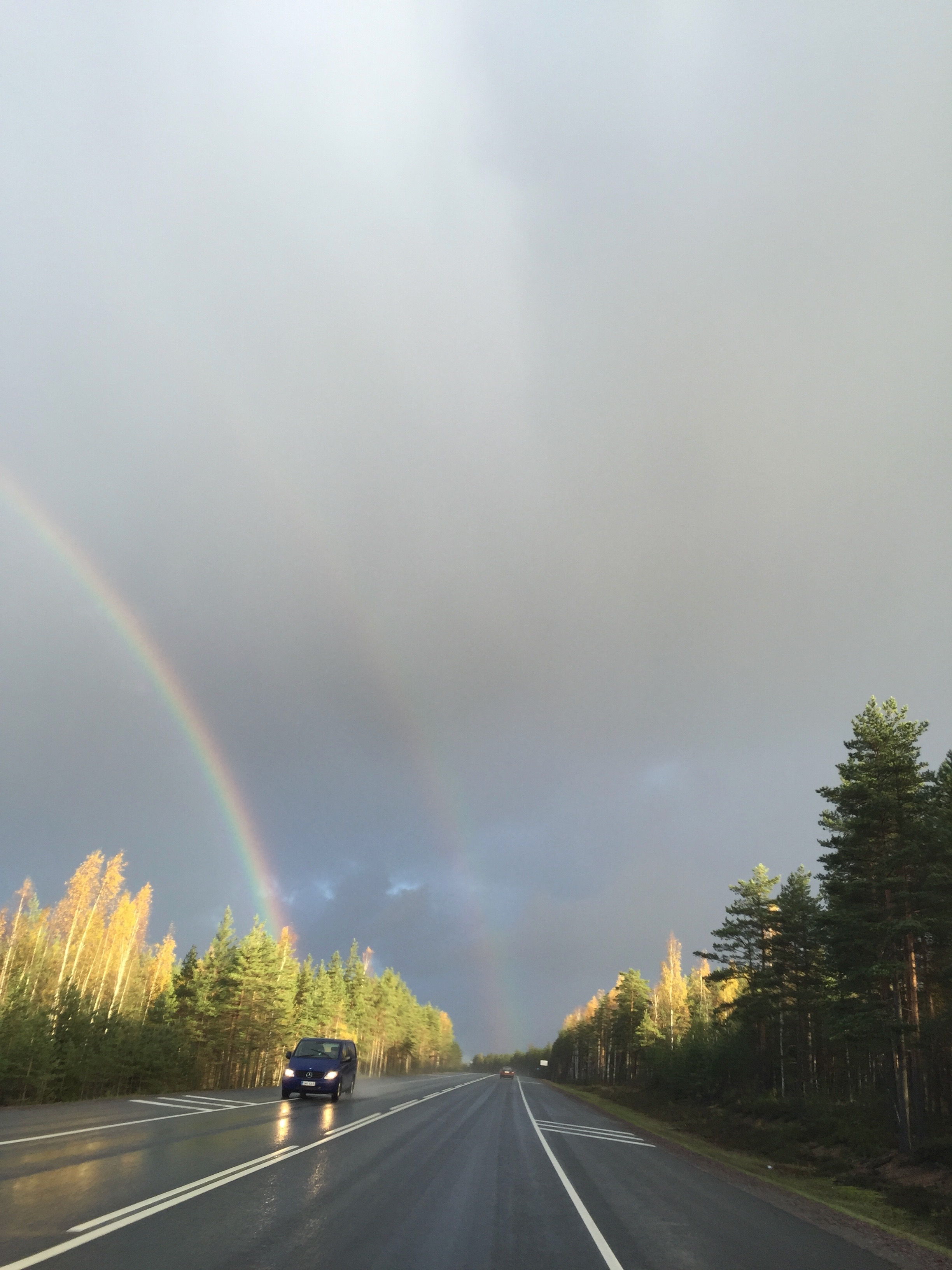
Автодорога «Скандинавия»

Ро́щинское городское поселение — муниципальное образование в составе Выборгского района Ленинградской области.
Административный центр — посёлок Рощино.

## Географические данные
Рощинское городское поселение расположено в южной части Выборгского района.
- Граничит:
- на юге с территорией Санкт-Петербурга
- на западе с Полянским сельским поселением
- на севере с Красносельским сельским поселением
- на северо-востоке с Приозерским районом Ленинградской области
- на востоке с Первомайским сельским поселением.

По территории поселения проходят автомобильные дороги:
- А181 (часть E 18) «Скандинавия» (Санкт-Петербург — Выборг — граница с Финляндией)
- 41К-017 (Пески — Сосново — Подгорье)
- 41А-025 (Ушково — урочище Гравийное)
- 41К-088 (Голубые Озёра — Поляны)
- 41К-090 (Рощино — Цвелодубово)
- 41К-093 (Белокаменка — Лебяжье)
- 41К-210 (Рощино — Сосновая Поляна)
- 41К-432 (подъезд к пос. Пушное)
- 41К-435 (подъезд к пос. Волочаевка)

Расстояние от административного центра поселения до районного центра — 68 км.

## История
Рощинское городское поселение образовано 1 января 2006 года в соответствии с областным законом № 17-оз от 10 марта 2004 года «Об установлении границ и наделении соответствующим статусом муниципальных образований Всеволожский район и Выборгский район и муниципальных образований в их составе». В его состав вошли городской посёлок Рощино и территория бывшей Цвелодубовской волости.

## Население
| 2006    | 2010    | 2011    | 2012    | 2013    | 2014    |
| ------- | ------- | ------- | ------- | ------- | ------- |
| 13 400  | ↗20 006 | ↗20 075 | ↗20 365 | ↗20 548 | ↗20 676 |
| 2015    | 2016    | 2017    | 2018    | 2019    | 2020    |
| ↗20 734 | ↗20 789 | ↘20 782 | ↘20 775 | ↗20 857 | ↗20 989 |
| 2021    | 2023    | 2024    | 2025    |         |         |
| ↗22 008 | ↗22 155 | ↗22 322 | ↗22 547 |         |         |

## Состав городского поселения
| №  | Населённый пункт          | Тип населённого пункта          | Население      |
| -- | ------------------------- | ------------------------------- | -------------- |
| 1  | Волочаевка                | посёлок                         | ↗504 (2021)    |
| 2  | Ганино                    | посёлок                         | ↘247 (2021)    |
| 3  | Дом отдыха «Ленстроитель» | посёлок                         | ↘14 (2021)     |
| 4  | Каннельярви               | посёлок железнодорожной станции | ↗206 (2021)    |
| 5  | Лебяжье                   | посёлок                         | ↗314 (2021)    |
| 6  | Мухино                    | посёлок                         | ↗58 (2021)     |
| 7  | Нахимовское               | посёлок                         | ↗11 (2021)     |
| 8  | Овсяное                   | посёлок                         | ↘196 (2021)    |
| 9  | Победа                    | посёлок                         | ↗1928 (2021)   |
| 10 | Пушное                    | посёлок                         | ↘1054 (2021)   |
| 11 | Рощино                    | пгт, административный центр     | ↗16 515 (2025) |
| 12 | Цвелодубово               | посёлок                         | ↘1314 (2021)   |